# Lydella cylindrica
Lydella cylindrica är en tvåvingeart som beskrevs av Robineau-desvoidy 1863. Lydella cylindrica ingår i släktet Lydella och familjen parasitflugor.
Artens utbredningsområde är Frankrike. Inga underarter finns listade i Catalogue of Life.